# PUSPANITA

Logo von PUSPANITA

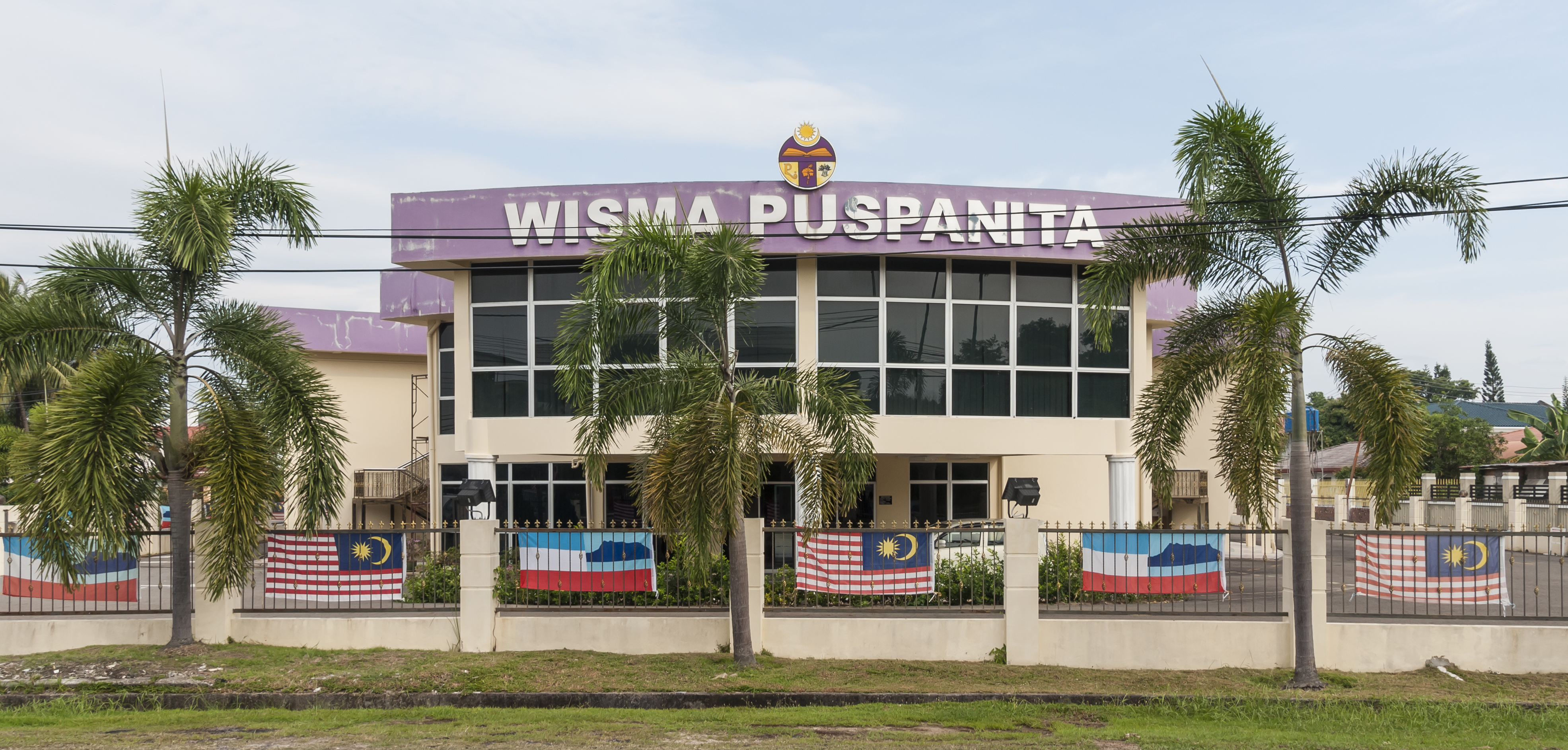
Haus der PUSPANITA Landesgruppe Sabah in Kota Kinabalu

PUSPANITA ist das Akronym von Persatuan Suri dan Anggota Wanita Perkhidmatan Awam Malaysia (offizielle englische Bezeichnung: Wives of Civil Servants and Women Civil Servants Association) und bezeichnet eine Vereinigung von Beamtinnen sowie der Ehefrauen von Beamten im malaysischen Staatsdienst.

## Geschichte
Die Gründung geht auf eine Idee des damaligen Erziehungsministers Mahathir bin Mohamad zurück. Zusammen mit seiner Frau Siti Hasmah war er während seines Urlaubs in Indonesien von der dortigen staatlichen Frauenorganisation Dharma Wanita Persatuan Pusat betreut worden. Die herzliche Aufnahme und Gastfreundschaft der Organisation beeindruckten ihn so sehr, dass er seiner Frau Siti Hasmah nach der Rückkehr aus dem Urlaub vorschlug, eine ähnliche Organisation in Malaysia zu gründen.
Der Verein nahm als nationale Organisation am 1. März 1983 mit Zawiah Hj Yacob als Geschäftsführerin offiziell ihre Arbeit auf.
Die Vorsitzenden von PUSPANITA werden Yang Di Pertua PUSPANITA genannt. Von 1983 bis heute hatten folgende Personen dieses Amt inne:
| Name                       | Zeitraum                |
| -------------------------- | ----------------------- |
| Rohani Abdullah            | 24.06.2012 – Heute      |
| Wan Noorlina Wan Hussin    | 03.09.2006 – 23.06.2012 |
| Suslita binti Abdul Majid  | 01.02.2001 – 15.10.2006 |
| Teh Zahariah binti Jahidin | 17.09.1996 – 31.01.2001 |
| Sagiyah binti Salikin      | 01.02.1990 – 16.09.1996 |
| Hafsah binti Haji Nasir    | 14.06.1984 – 31.01.1990 |
| Zawiyah binti Yacob        | 01.03.1983 – 13.06.1984 |

## Ziele
Die Frauenorganisation widmet sich der Förderung von Wissen und Fertigkeiten sowie der persönlichen Weiterentwicklung ihrer weiblichen Mitglieder in Bereichen wie Verbraucherschutz, Familienplanung, Unternehmertum, Sport und Gesundheit, Persönlichkeitsentwicklung etc. Daneben gewährt PUSPANITA finanzielle Hilfen für mittellose Studentinnen an ausgewählten Instituten der tertiären Bildung. Mit PUSPANITA PUSPADARA ist die Organisation außerdem an der Erforschung von Krebserkrankungen beteiligt.
Die von der Organisation formulierten Kernziele sind
- Verbesserung der Belastbarkeit und Kompetenz der Frauen beim Aufbau des malaysischen Staates im Umfeld der neuen Ökonomie und der Globalisierung
- Unterstützung des Images und der Leistungsfähigkeit des öffentlichen Dienstes im Hinblick auf die Umsetzung der Politik der Regierung
- Prägung und Stärkung positiver Werte zur Unterstützung der persönlichen Entwicklung und Kompetenzbildung. Pflege enger Beziehungen zu anderen Frauen auf nationaler und internationaler Ebene
- Förderung der Harmonie in familiären Beziehungen und Überwindung sozialer Missstände.

## Organisatorischer Aufbau
Gemäß den Statuten der Organisation ist die Ehefrau des malaysischen Premierministers automatisch Schirmherrin von PUSPANITA. Der Oberste Staatssekretär (Chief Secretary to the Government) fungiert als Berater, während seine Ehefrau den Vorsitz der Organisation übernimmt und den Titel Yang Di Pertua erhält. In den Statuten sind auch Konstellationen für die Bildung von Ortsgruppen vorgesehen, so regelt z. B. Artikel 19.3.2, dass bei der Einrichtung einer PUSPANITA-Gruppe innerhalb einer Distriktsverwaltung die Ehefrau des district officers den Vorsitz erhält.

## Verbreitung
Die Organisation unterhält in allen Ministerien und Behörden Gruppen und ist in allen Bundesstaaten vertreten; so waren z. B. 2011 im Bundesstaat Sabah 27 Gruppen mit 5.745 Mitgliedern registriert. Insgesamt sind heute mehr als 80.000 malaysische Frauen innerhalb von PUSPANITA organisiert.